# Seznam českých držitelů Oscara

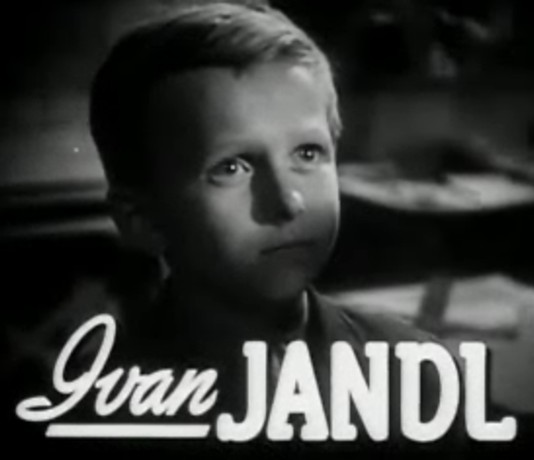
Ivan Jandl ve filmu Poznamenaní, držitel dětského Oscara

Seznam českých držitelů Oscara obsahuje seznam držitelů americké Ceny Akademie (Oscar), anebo nominace na ni, kteří pocházeli z území Česka. V seznamu jsou také zahrnuty filmy, které v soutěži o Oscara v kategorii nejlepší cizojazyčný film získaly cenu nebo nominaci za Československo.
Polská herečka Ida Kamińska získala v roce 1966 nominaci na Oscara pro nejlepší herečku za svůj výkon v československém snímku Obchod na korze.
Čeští tvůrci se účastní také Studentského Oscara.

## Kategorie

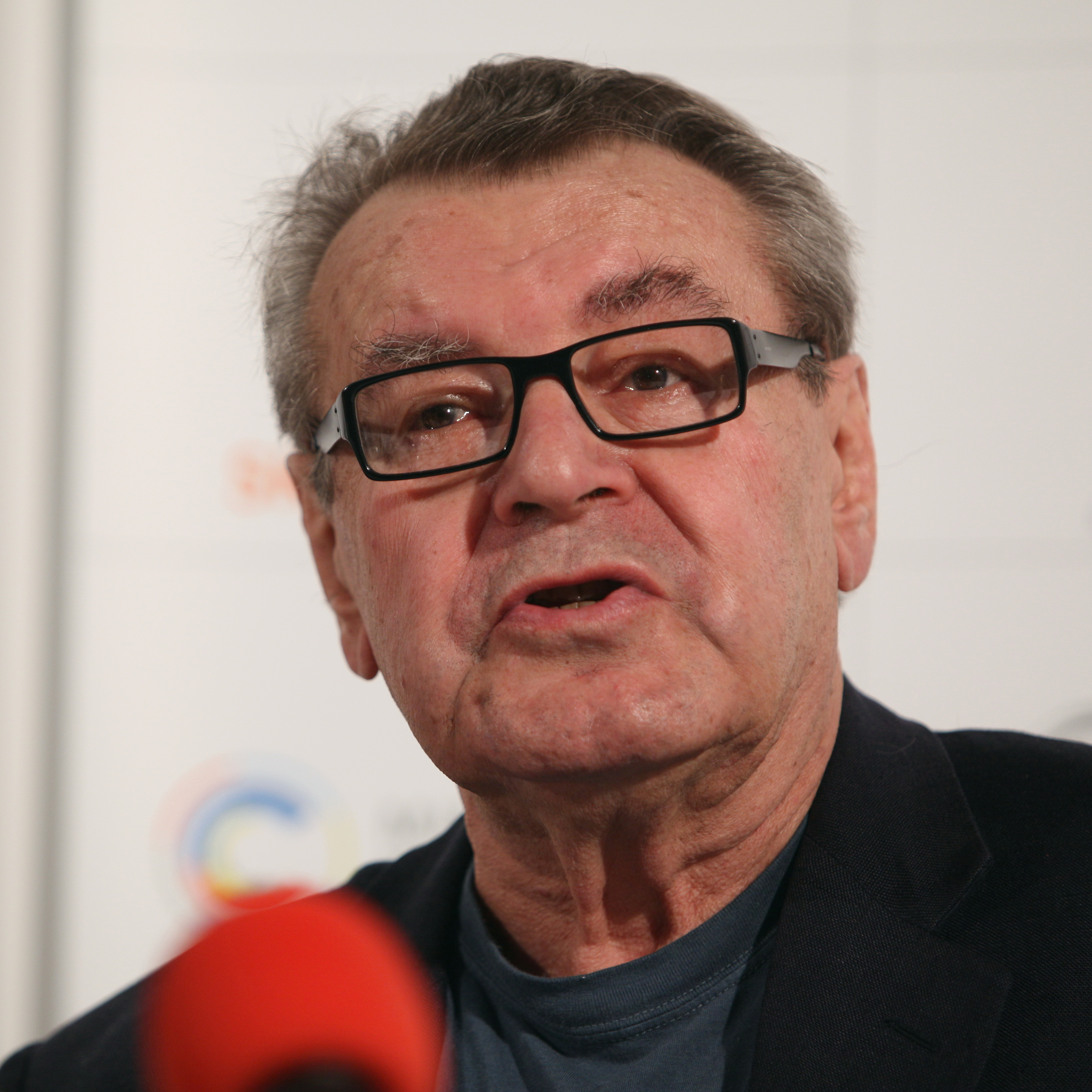
Režisér Miloš Forman, držitel dvou Oscarů

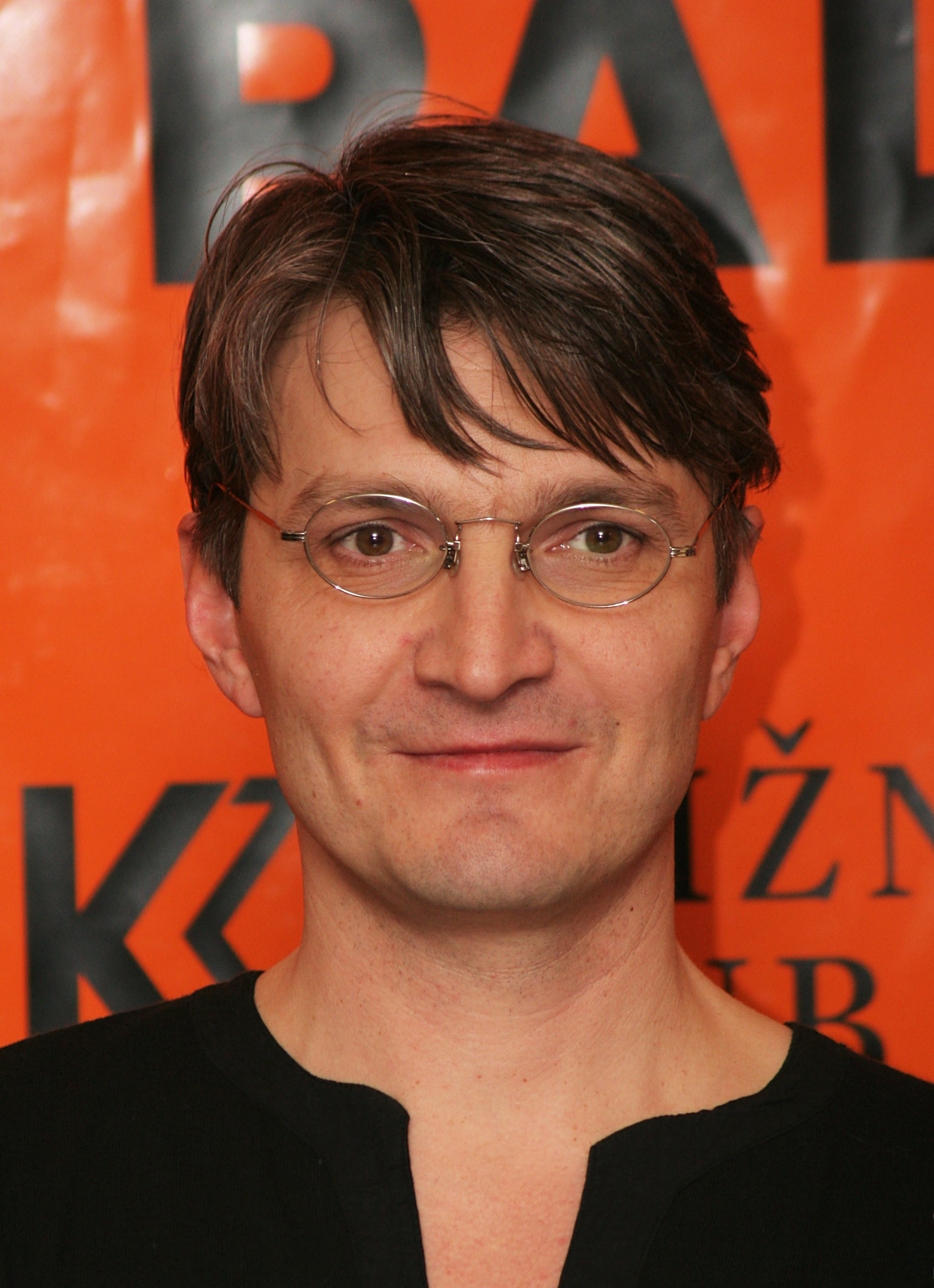
Režisér Jan Svěrák, držitel jednoho Oscara

### Cizojazyčný film
| Rok  | Nominovaný             | Dílo                    | Výsledek  |
| ---- | ---------------------- | ----------------------- | --------- |
| 1965 | Ján Kadár a Elmar Klos | Obchod na korze         | vítězství |
| 1966 | Miloš Forman           | Lásky jedné plavovlásky | nominace  |
| 1967 | Jiří Menzel            | Ostře sledované vlaky   | vítězství |
| 1968 | Miloš Forman           | Hoří, má panenko        | nominace  |
| 1986 | Jiří Menzel            | Vesničko má středisková | nominace  |
| 1991 | Jan Svěrák             | Obecná škola            | nominace  |
| 1996 | Jan Svěrák             | Kolja                   | vítězství |
| 2000 | Jan Hřebejk            | Musíme si pomáhat       | nominace  |
| 2003 | Ondřej Trojan          | Želary                  | nominace  |

### Režie
| Rok  | Nominovaný   | Dílo                        | Výsledek  |
| ---- | ------------ | --------------------------- | --------- |
| 1975 | Miloš Forman | Přelet nad kukaččím hnízdem | vítězství |
| 1984 | Miloš Forman | Amadeus                     | vítězství |
| 1996 | Miloš Forman | Lid versus Larry Flynt      | nominace  |

### Dětský Oscar (herec)
| Rok  | Nominovaný | Dílo        | Výsledek  |
| ---- | ---------- | ----------- | --------- |
| 1948 | Ivan Jandl | Poznamenaní | vítězství |

### Původní scénář
| Rok  | Nominovaný   | Dílo                   | Výsledek  |
| ---- | ------------ | ---------------------- | --------- |
| 1998 | Tom Stoppard | Zamilovaný Shakespeare | vítězství |
| 2007 | Jan Pinkava  | Ratatouille            | nominace  |

### Výprava a dekorace
| Rok  | Nominovaný           | Dílo                  | Výsledek  |
| ---- | -------------------- | --------------------- | --------- |
| 1949 | Harry Horner         | Dědička               | vítězství |
| 1961 | Harry Horner         | Hazardní hráč         | vítězství |
| 1969 | Harry Horner         | Koně se také střílejí | nominace  |
| 1984 | Karel Černý          | Amadeus               | vítězství |
| 2019 | Nora Sopková         | Králíček Jojo         | nominace  |
| 2024 | Beatrice Brentnerová | Nosferatu             | nominace  |

### Kamera
| Rok  | Nominovaný        | Dílo                        | Výsledek |
| ---- | ----------------- | --------------------------- | -------- |
| 1949 | Franz Planer      | Champion                    | nominace |
| 1951 | Franz Planer      | Smrt obchodního cestujícího | nominace |
| 1953 | Franz Planer      | Prázdniny v Římě            | nominace |
| 1959 | Franz Planer      | Příběh jeptišky             | nominace |
| 1961 | Franz Planer      | Dětská hodinka              | nominace |
| 1981 | Miroslav Ondříček | Ragtime                     | nominace |
| 1984 | Miroslav Ondříček | Amadeus                     | nominace |

### Kostýmy
| Rok  | Nominovaný     | Dílo    | Výsledek  |
| ---- | -------------- | ------- | --------- |
| 1984 | Theodor Pištěk | Amadeus | vítězství |
| 1989 | Theodor Pištěk | Valmont | nominace  |

### Masky
| Rok  | Nominovaný          | Dílo                   | Výsledek |
| ---- | ------------------- | ---------------------- | -------- |
| 2022 | Linda Eisenhamerová | Na západní frontě klid | nominace |

### Krátký animovaný film
| Rok  | Nominovaný         | Dílo              | Výsledek  |
| ---- | ------------------ | ----------------- | --------- |
| 1992 | Michaela Pavlátová | Řeči, řeči, řeči… | nominace  |
| 1997 | Jan Pinkava        | Geriho hra        | vítězství |
| 2019 | Darja Kaščejevová  | Dcera             | nominace  |

### Hudba
| Rok  | Nominovaný              | Dílo                            | Výsledek  | Poznámky                             |
| ---- | ----------------------- | ------------------------------- | --------- | ------------------------------------ |
| 1935 | Leo F. Forbstein        | Captain Blood                   | nominace  | hudbu složil Erich Wolfgang Korngold |
| 1936 | Leo F. Forbstein        | Anthony Adverse                 | vítězství | hudbu složil Erich Wolfgang Korngold |
| 1938 | Erich Wolfgang Korngold | Dobrodružství Robina Hooda      | vítězství |                                      |
| 1939 | Erich Wolfgang Korngold | Soukromý život Alžběty a Essexe | nominace  |                                      |
| 1940 | Erich Wolfgang Korngold | Pán sedmi moří                  | nominace  |                                      |

### Filmová píseň
| Rok  | Nominovaný      | Píseň          | Dílo | Výsledek  |
| ---- | --------------- | -------------- | ---- | --------- |
| 2007 | Markéta Irglová | Falling Slowly | Once | vítězství |

### Zvuk
| Rok  | Nominovaný    | Dílo                   | Výsledek |
| ---- | ------------- | ---------------------- | -------- |
| 2008 | Petr Forejt   | Wanted                 | nominace |
| 2022 | Viktor Prášil | Na západní frontě klid | nominace |

### Vizuální efekty
| Rok  | Nominovaný                  | Dílo                   | Výsledek  |
| ---- | --------------------------- | ---------------------- | --------- |
| 1939 | Fred Sersen                 | Když nastaly deště     | vítězství |
| 1940 | Fred Sersen                 | The Blue Bird          | nominace  |
| 1941 | Fred Sersen                 | A Yank in the R.A.F.   | nominace  |
| 1942 | Fred Sersen                 | The Black Swan         | nominace  |
| 1943 | Fred Sersen                 | Rychlé ponoření        | vítězství |
| 1944 | Fred Sersen                 | Wilson                 | nominace  |
| 1945 | Fred Sersen                 | Captain Eddie          | nominace  |
| 1948 | Fred Sersen                 | Deep Waters            | nominace  |
| 1963 | Emil Kosa Jr.               | Kleopatra              | vítězství |
| 2022 | Viktor Müller a Kamil Jafar | Na západní frontě klid | nominace  |